# Isabella duchessa dei diavoli (film)
Isabella duchessa dei diavoli è un film del 1969 diretto da Bruno Corbucci con colonna sonora di Sante Maria Romitelli.
Il film è un adattamento di Isabella, fumetto creato da Giorgio Cavedon e Renzo Barbieri, divenuto noto per essere la prima striscia apertamente erotica in Italia.

## Trama
Un barone alsaziano massacra la famiglia di un duca francese. Isabella, la bambina del Duca, sfugge al massacro, viene allevata dagli zingari e torna vent'anni dopo per vendicarsi.